# Amanti di Modena

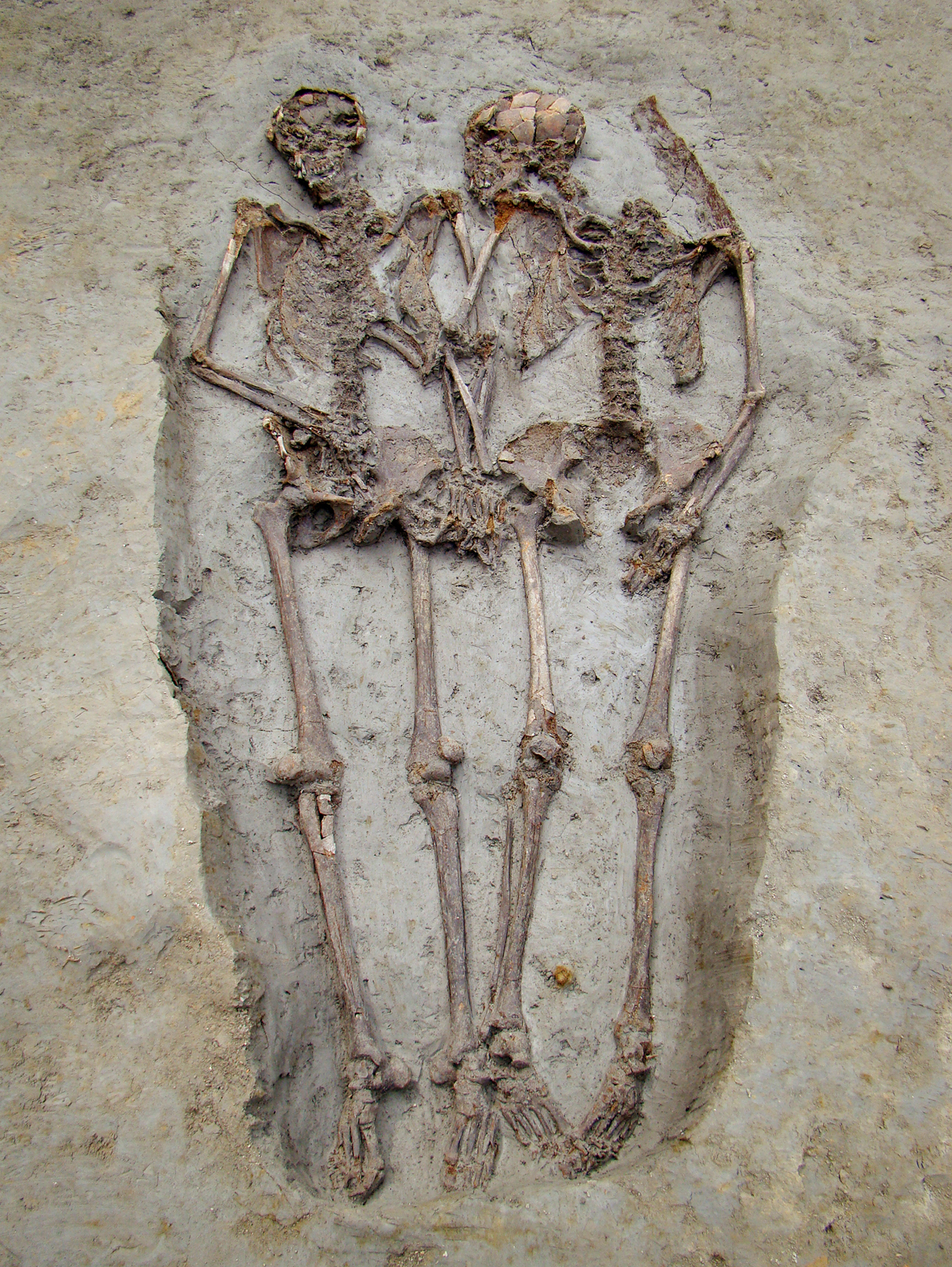
Gli "Amanti di Modena" al momento del rinvenimento

Gli Amanti di Modena sono gli scheletri di due individui vissuti in età tardoantica sepolti contemporaneamente nello stesso sepolcro con le mani intrecciate ritrovati nella città di Modena nel 2009, capoluogo dell'omonima provincia. La notizia della scoperta fece il giro del mondo e i due scheletri furono subito ribattezzati come gli “Amanti di Modena”.

## La storia
La scoperta è avvenuta nel 2009 nel corso di scavi archeologici, condotti dalla Soprintendenza Archeologia Belle Arti e Paesaggio per la città Metropolitana di Bologna e per le province di Modena, Reggio Emilia e Ferrara, per la costruzione di un edificio, tra viale Ciro Menotti e via Bellini. La tomba era compresa all’interno di un sepolcreto di età tardoantica (IV-VI secolo d.C.), posto al di fuori delle mura orientali della città romana di Mutina, di cui sono state indagate 17 tombe poste su due file. In posizione di rilievo si trovavano le sepolture di sei uomini morti a causa di ferite inferte da colpi di armi da taglio. 
Tutte le tombe contenevano un solo scheletro ad eccezione della tomba degli Amanti di Modena e di un’altra che conteneva i resti di un adulto e di un bambino, sepolti in momenti diversi. Non è ancora possibile definire l’origine di questa comunità sepolta ai margini della città. Il rituale funerario, improntato sulla scelta di allineare le sepolture su file parallele, le deposizioni dei corpi con il capo rivolto a ovest, e forse anche la tipologia degli oggetti ritrovati, potrebbero rimandare a popolazioni di origine germanica, la cui presenza nel territorio si era intensificata negli ultimi secoli dell’impero. Le prime attestazioni di gruppi di origine germanica stanziati nel modenese risalgono al III secolo. Nel V secolo la città dovette affrontare le conseguenze del passaggio dei Visigoti condotti da Alarico nel 410 e degli Unni capeggiati da Attila nel 452. Circa un secolo dopo, nel 569, è probabile che Mutina sia stata conquistata dai Longobardi, ai quali possono essere riferiti alcuni significativi ritrovamenti dell’area urbana, fra cui la tomba di un guerriero in Via Valdrighi e una sepoltura entro sarcofago rinvenuta in Piazza Grande. La lastra sepolcrale di Gundeberga, una donna probabilmente di origine gota, morta il 12 giugno 570, costituisce la più antica testimonianza scritta della presenza a Mutina di popolazioni di origine germanica.

## La tomba
I due corpi sono stati sepolti insieme nello stesso momento all’interno di una semplice fossa di terra, senza oggetti di corredo, ad eccezione di un anello in bronzo infilato al dito del corpo di destra e di un piccolo anello in ferro recuperato presso la tibia sinistra appartenente ai calzari o alla veste. Nella tomba fu collocato per primo il corpo di sinistra, adagiato supino con il braccio sinistro disteso lungo il fianco; accanto fu adagiato l’altro defunto con il braccio destro sovrapposto. Le mani furono intenzionalmente disposte palmo a palmo, con le dita intrecciate. Le analisi antropologiche rivelano che la morte avvenne in età adulta, a circa 30 anni. Nonostante la pessima conservazione delle ossa e la conseguente impossibilità di una attribuzione certa in termini di sesso, al momento della scoperta si iniziò a parlare di un uomo e una donna sepolti insieme, nell’atto di mostrare simbolicamente il loro amore eterno. Successivamente, anche le analisi genetiche fallirono, lasciando quindi irrisolta l’identità genetica degli “Amanti”. 
Grazie ad una tecnica rivoluzionaria messa a punto da alcuni scienziati inglesi, i ricercatori delle Università di Bologna e di Modena e Reggio Emilia nel 2019 hanno potuto determinare che gli scheletri appartengono a due individui di sesso maschile; essa si basa sullo studio in spettrometria di massa delle proteine contenute nello smalto dentale, da cui è possibile risalire al sesso di un individuo, anche in condizioni in cui sia lo scheletro sia il DNA siano mal conservati.

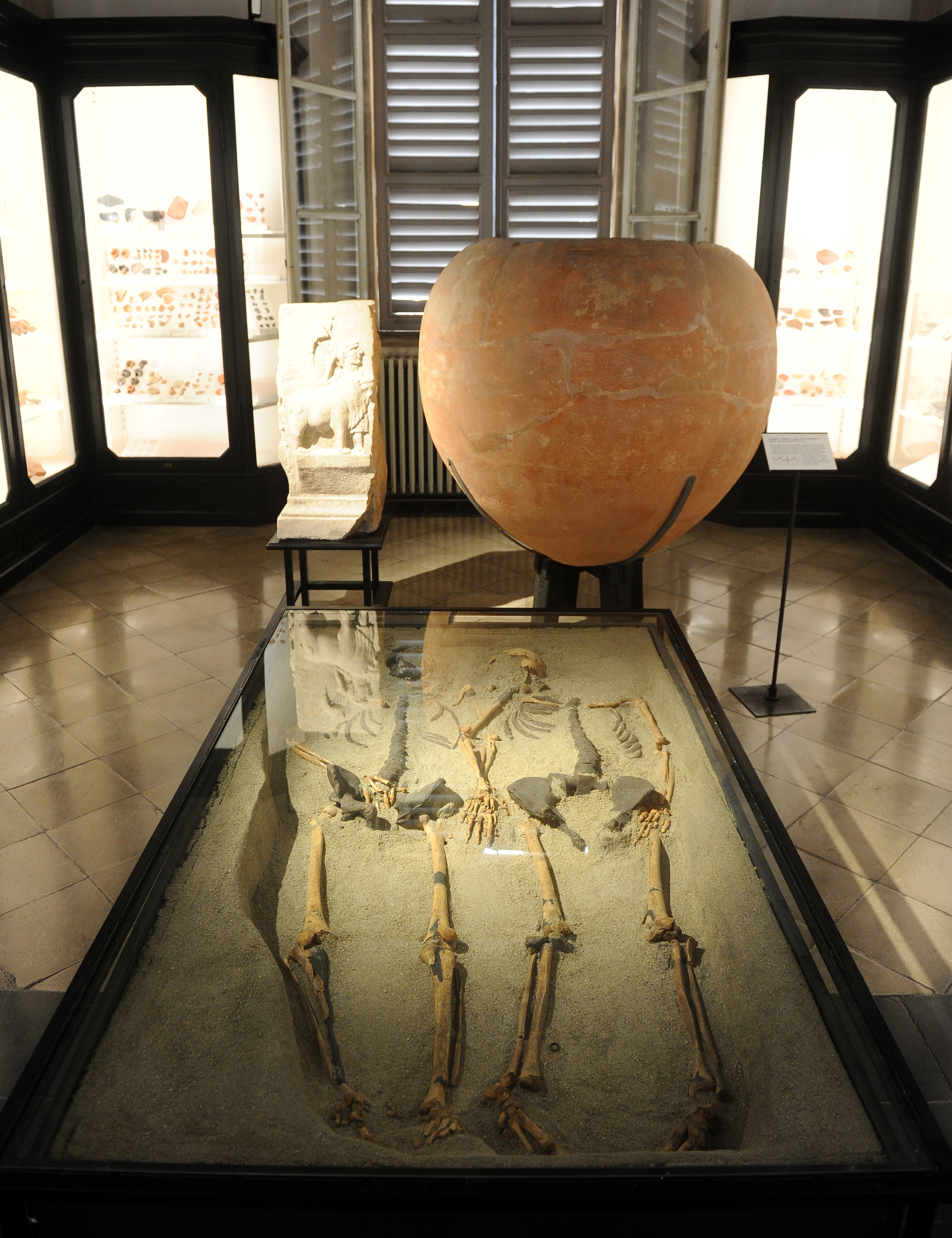
Allestimento degli "Amanti" presso il Museo civico di Modena

## L'esposizione
L’importanza del ritrovamento ha spinto il Museo civico di Modena ad avviare un progetto di restauro e valorizzazione della sepoltura. Nel 2013 presso il Laboratorio di Antropologia e DNA Antico Dipartimento di Beni Culturali dell’Università di Bologna è stata eseguita la ricomposizione dei frammenti ossei e l’integrazione di parti mancanti e la sepoltura è stata esposta per la prima volta al pubblico in occasione dell’edizione sull’Amare del Festivalfilosofia. Dal 2014 la tomba è visitabile nel Museo Civico di Modena.